# Nidema boothii
Nidema boothii är en orkidéart som först beskrevs av John Lindley, och fick sitt nu gällande namn av Rudolf Schlechter. Nidema boothii ingår i släktet Nidema och familjen orkidéer. Inga underarter finns listade i Catalogue of Life.

## Bildgalleri

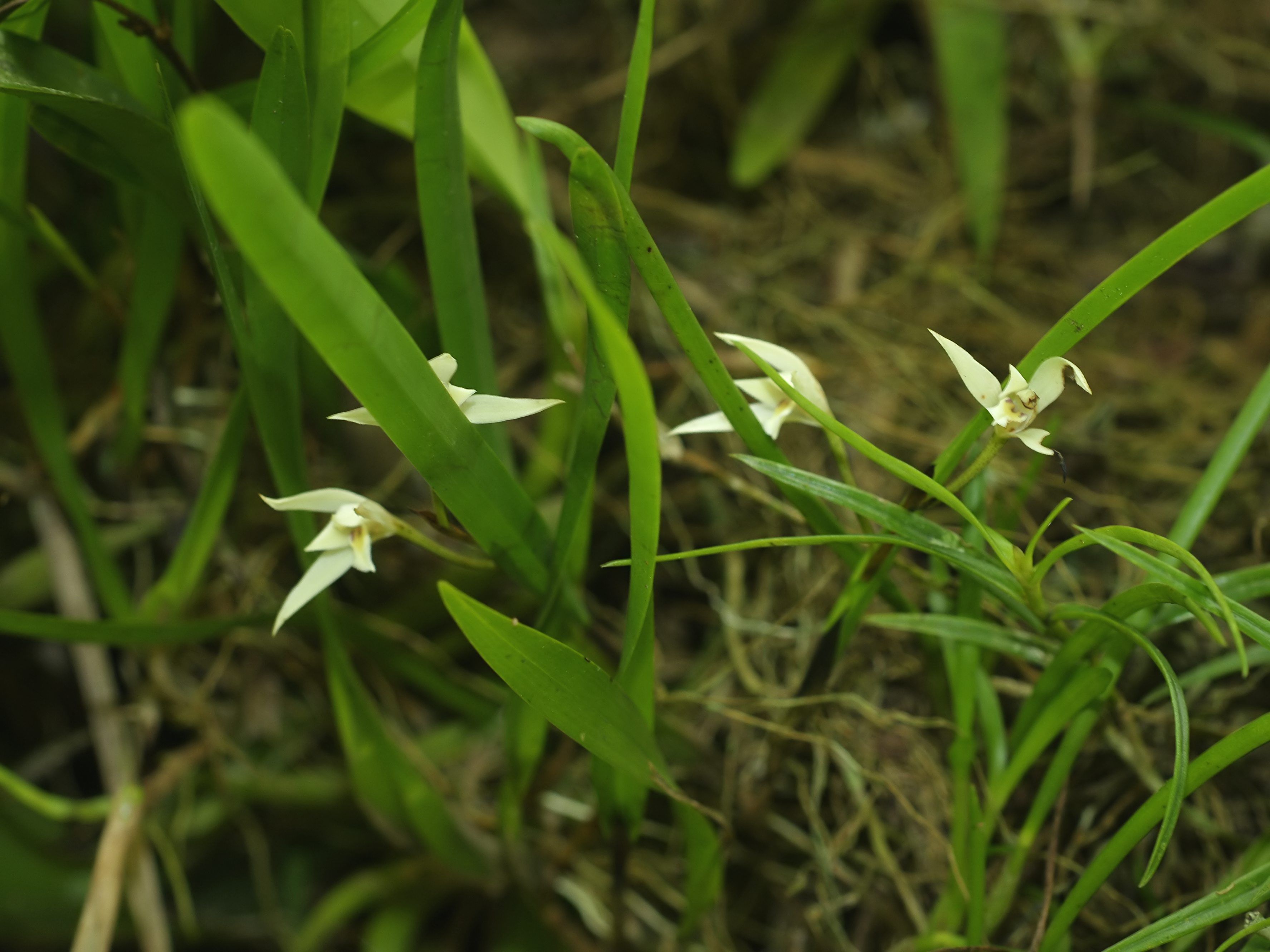